# Esta noche manda mi polla
Esta noche manda mi polla es un EP de la banda de heavy metal española Lujuria, publicado en el año 2015 por Maldito Records.

## Lista de canciones
1. "Esta Noche Manda Mi Polla" (5:16)
2. "Mi Primer Condón" (4:43)
3. "Menage A Trois" (4:11)
4. "Mil Dudas Me Asaltan" (3:36)

## Créditos
- Óscar Sancho - voz
- Santi Hernández - bajo
- Maikel "El Tanque" - batería
- Jesús Sanz "Chepas" - guitarra
- Manuel Soeane - guitarra
- Ricardo Mínguez - teclados